# Digital Bibliography & Library Project

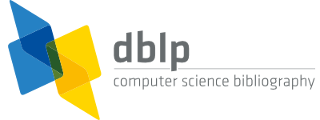
Logo

Das Digital Bibliography & Library Project (DBLP, deutsch „Digitales Bibliographie- und Bibliotheksprojekt“ / dblp computer science bibliography)  ist eine online verfügbare bibliographische Sammlung wissenschaftlicher Publikationen im Bereich Informatik. Der ursprüngliche Fokus lag zunächst auf den Teilgebieten Datenbanksysteme und Logikprogrammierung. Daher stand DBLP früher für DataBase systems and Logic Programming. Mittlerweile wurde die Bibliographie auf andere Teilgebiete der Informatik erweitert.
DBLP wurde von Michael Ley 1993 am Lehrstuhl für Datenbanken und Informationssysteme der Universität Trier gegründet, und nach einem gemeinsamen Betrieb mit der Universität Trier von 2010 bis 2018 jetzt vollständig als Dienst des Leibniz Zentrums für Informatik Schloss Dagstuhl betrieben. Informationen über mehr als 5,4 Millionen (Stand Januar 2021) Einträge sind verfügbar. Gesammelt werden Metadaten von Publikationen im Bereich Informatik und nahe verwandter Themengebiete. Hauptsächlich handelt es sich um Konferenz- und Journalbeiträge.